# إيمي لوساني
إيمي لوساني (بالإنجليزية: Amy Locane)‏ هي ممثلة أمريكية، ولدت في 19 ديسمبر 1971 في الولايات المتحدة.

## أعمال

### أفلام
- (1994) السماء الزرقاء

### مسلسلات
- ملروس بليس

## وصلات خارجية
- إيمي لوساني على موقع IMDb (الإنجليزية)
- إيمي لوساني على موقع روتن توميتوز (الإنجليزية)
- إيمي لوساني على موقع ألو سيني (الفرنسية)
- إيمي لوساني على موقع أول موفي (الإنجليزية)
- إيمي لوساني على موقع قاعدة بيانات الأفلام السويدية (السويدية)
- إيمي لوساني على موقع إن إن دي بي (الإنجليزية)
- إيمي لوساني على موقع قاعدة بيانات الفيلم (الإنجليزية)
- إيمي لوساني على موقع كينوبويسك (الروسية)